# Thurbo RABe 526.6
De RABe 526.6 is een elektrisch treinstel van het Stadler Rail type GTW, bestemd voor het regionaal personenvervoer van de Zwitserse Mittelthurgaubahn (MThB) en tegenwoordig van Thurbo AG.

## Geschiedenis
Het treinstel werd in 1996 door Mittelthurgaubahn (MThB) besteld bij Stadler Rail. Ook werden in 1998 vier stuurstandrijtuigen besteld. Deze treinen werden op 31 december 2002 overgenomen door Thurbo AG om de treindiensten op 1 januari 2003 voort te zetten. De treinstellen zullen rond 2021 worden afgevoerd.

## Constructie en techniek
Het treinstel is opgebouwd uit een aluminium frame. Het treinstel heeft een lagevloerdeel. Deze treinstellen kunnen tot drie stuks gecombineerd rijden. De treinstellen zijn uitgerust met luchtvering. Verdere werden buffers met schroefkoppelingen geplaatst om onder meer rijtuigen mee te kunnen nemen.

## Treindiensten
Deze treinen worden door Thurbo ingezet op de volgende trajecten.
- Schaffhausen - Rorschach, ook als Seelinie bekend
- Romanshorn - Winterthur
- Wil - Weinfelden

## Foto's

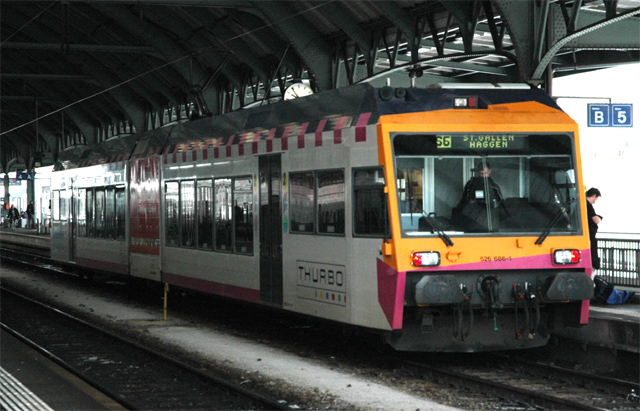
ex MThB RABe 526 686-1 op 8 januari 2006 te Winterthur
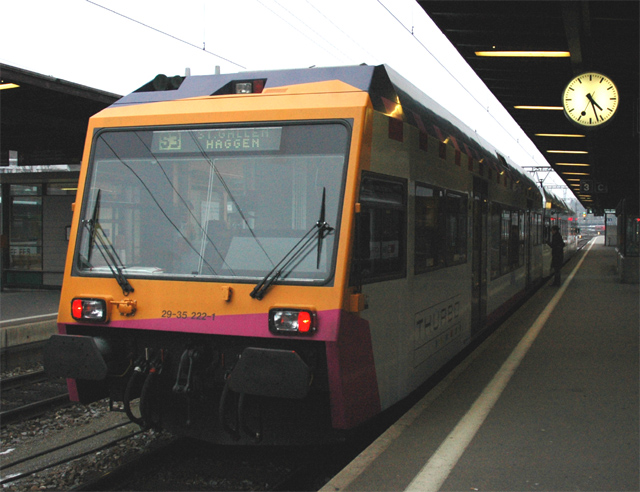
ex MThB Bt 29-35 222-1 op 8 januari 2006 te Winterthur